# Kottweiler-Schwanden
Kottweiler-Schwanden település Németországban, Rajna-vidék-Pfalz tartományban. Lakosainak száma 1293 fő (2023. december 31.).

## Népesség
A település népességének változása:
| Lakosok száma | 1298 | 1218 | 1231 | 1248 | 1292 | 1293 |
|               | 1975 | 2017 | 2019 | 2021 | 2022 | 2023 |